# Aduana Vieja
Aduana Vieja es una editorial fundada en España en el año 2003 por el escritor y editor de origen cubano Fabio Murrieta. Actualmente tiene su sede en Valencia (España). La editorial está orientada hacia la literatura y el pensamiento iberoamericano, si bien se le distingue por su línea sobre literatura cubana, especialmente la literatura cubana del exilio. Sus colecciones más emblemáticas son la de "Estudios Culturales", "Palabras Mayores" y "Obra Selecta", esta última dedicada a recuperar en ediciones cuidadas y en ocasiones revisadas y fijadas por sus propios autores la obra de renombrados escritores, críticos y pensadores sobre la literatura cubana y del exilio.

## Autores en catálogo
Destaca la publicación de autores de autores cubanos contemporáneos como Orlando Rossardi, Néstor Díaz de Villegas, Carlos Alberto Montaner, Manuel Díaz Martínez, José Prats Sariol, Emilio Bejel, Raúl Rivero, Carlos Victoria, José Triana, William Navarrete, Dolan Mor o Elías Miguel Muñoz. El catálogo de autores de Aduana Vieja se extiende a prestigiosos investigadores y académicos, todos con amplia experiencia docente, entre los que cabe mencionar a Humberto López Morales, Enrico Mario Santí, Emil Volek, Madeline Cámara, Laura Alonso Gallo, Eliana Rivero, Jorge Duany, Ángel Esteban, Francisco Javier Pérez, entre otros.

## Colaboraciones de artistas en las cubiertas de Aduana Vieja
Aduana Vieja se ha distinguido por la calidad formal de sus ediciones y para ello ha contado desde sus inicios con la colaboración de importantes maestros de la pintura cubana e ilustradores entre los que se encuentran Baruj Salinas, Ramón Alejandro, Gina Pellón, Pedro Ramón López, Viredo Espinosa, Raúl de Zárate, Tony Évora, Nelson Villalobo, Raúl Villarreal, Carmelo González, Jenny Alfonso Relova, y Alen Lauzán, por mencionar algunos ejemplos. Aduana Vieja también ha contado con la colaboraciones fotográficas de Arturo Cuenca, Joaquín Hernández (Kiki) y Roberto Marquino, los dos últimos, españoles.

## Líneas temáticas de interés
Algunos de los temas de interés que aparecen en sus publicaciones son Identidad, Diáspora, Género, Exilio, Emigración, Bilingüismo, Multiculturalidad.

## Aduana Vieja y el proyecto CORPES XXI[1]de la RAE
Aduana Vieja se encuentra entre las editoriales españolas seleccionadas para colaborar en el proyecto CORPES XXI de la Real Academia Española (RAE). CORPES XXI es uno de los programas más ambiciosos emprendidos por la Asociación de Academias de la Lengua Española y constará de una inmensa base de datos procedentes de textos de diverso tipo que servirá como referencia del estado global del español en un momento histórico determinado. En el año 2014, fecha de finalización de la primera parte del proyecto, el Corpus del Español del siglo XXI reunirá unos 300 millones de formas. El 70% de su contenido procederá de los países de América y el 30% de España. Aduana Vieja colabora en este proyecto proponiendo y poniendo a disposición de la RAE la obra de los autores más significativos.